# Svartgölen (Ulrika socken, Östergötland)
Svartgölen är en sjö i Linköpings kommun i Östergötland och ingår i Motala ströms huvudavrinningsområde.